# Arni Thorlaksson
Arni Torlaksson, född 1237 och död 17 april 1298 var en isländsk biskop.
Han var en ivrig förkämpe för kyrkans rätt gentemot den världsliga makten. Hans levnadsbeskrivning, en viktig källa för kännedomen om Islands och Norges historia under slutet av 1200-talet, ingår i Sturlunga saga och Biskupa sögur.